# Wicksita
La wicksita és un mineral de la classe dels fosfats que pertany i dona nom al grup de la wicksita. Va ser anomenada en honor de Frederick John Wicks, conservador de mineralogia del Royal Ontario Museum de Toronto i especialista en investigacions sobre minerals del grup de la serpentina.

## Característiques
La wicksita és un fosfat de fórmula química NaCa₂Fe2+
2(Fe3+,Mn2+,Fe2+)₄(PO₄)₆·2H₂O. Cristal·litza en el sistema ortoròmbic. Els seus cristalls tenen forma de plaques en {010}, estriats paral·lelament a [100], de fins a 1 cm; aquest mineral també es pot trobar de manera granular, massiva. La seva duresa a l'escala de Mohs és de 4,5 a 5.
Segons la classificació de Nickel-Strunz, la wicksita pertany a «08.C - Fosfats sense anions addicionals, amb H₂O, amb cations de mida mitjana i gran, RO₄:H₂O > 1:1» juntament amb els següents minerals: grischunita, bederita, tassieïta i haigerachita.

## Formació i jaciments
La wicksita es forma en nòduls en estrats d'esquistos en una formació de ferro. Va ser descoberta al riu Big Fish River, a Dawson Mining District (Yukon, Canadà). També ha estat descrita a la mina Bull Moose, a Custer (Dakota del Sud, EUA); i a Hålsjöberg, a Torsby (Värmland, Suècia).
Sol trobar-se associada a altres minerals com: wolfeïta, satterlyita, marićita, ludlamita, vivianita, pirita i quars.